# Manumissió
La manumissió, al dret clàssic, és la forma en què un esclau recuperava la llibertat. La concedia el seu propietari o amo i comportava un procediment ordinari (mancipii causa). Les lleis establien diverses condicions que s'havien de complir. Als Països Catalans aquest procediment es va practicar fins a finals de l'Edat Mitjana.

## Etimologia
‘Manumissió’ ve del llatí manumissionem, al seu torn derivat de manumissus, que és el particip passat de manumittere, que vol dir 'alliberar’.
Aquest acte d'alliberament dels servents, entre els romans es feia de la següent manera, i d’aquí el nom: l'amo posava la mà sobre el criat, i pronunciant les paraules "vull que aquest home sigui lliure" el deixava anar (e manu mittebat eum).

## Tipus
Les tres formes de manumissió del dret civil romà eren:
- vindicta (reivindicada), la més antiga i probablement l'única als inicis del dret romà. Derivava el nom de l'esclau llegendari Vindici (Vindicius) i era concedida per voluntat del propietari. Probablement donava la llibertat però no la ciutadania.
- censu (per cens), es produïa quan després del cens un esclau feia una oferta al propietari; l'esclau havia de tenir mitjans o el propietari li havia de donar propietats. L'esclau alliberat així era registrat com a ciutadà.
- testamento (per testament), era la concessió de la manumissió per testament, que ja fou reconeguda a les lleis de les dotze taules. Es donava la llibertat directa o en fideïcomís; si era així l'esclau passava a ser llibert del fideïcomissari i no del testador.

Es coneix algun cas de manumissió per adopció, però no se'n sap res de la regulació legal.